# Lake Bell
Pour les articles homonymes, voir Bell.
Lake Bell, née le 24 mars 1979 à New York, (État de New York, États-Unis), est une actrice, réalisatrice, scénariste et productrice américaine.
Elle est révélée au grand public par la série judiciaire Boston Justice (2004-2006), puis elle porte l'éphémère série fantastique Surface (2005-2006) avant de s'installer sur le petit écran en jouant un rôle régulier dans la sitcom comique Childrens Hospital (2008-2016).
Cette notoriété lui permet de percer au cinéma et d'alterner premiers rôles et rôles secondaires dans Le Fantôme de mon ex-fiancée (2008), Jackpot (2008), Le Prix de la loyauté (2008), Pas si simple (2009), Sex Friends (2011), Black Rock (2012), Million Dollar Arm (2014), Man Up (2015), No Escape (2015), L'Exécuteur (2017) et Un cœur à prendre (2017).
Elle tourne aussi pour le cinéma indépendant (Burning Palms (2010), A Good Old Fashioned Orgy (2011)) et pratique le doublage de manière récurrente.
Elle est récompensée au festival du film de Sundance pour sa première réalisation, In a World… (2013). En 2017, elle réalise son second film, la comédie romantique I Do... Until I Don't, et en 2019, elle écrit, produit et réalise la série Bless This Mess.

## Biographie

### Jeunesse, enfance & débuts
Lake Caroline Siegel Bell est née le 24 mars 1979 à New York, (État de New York, États-Unis). Sa mère Robin Bell est architecte d'intérieur, son père Harvey Siegel est promoteur immobilier.
Lake Bell, dont le père est juif et la mère WASP, déclare avoir été élevée dans une famille « comiquement dysfonctionnelle ». Elle a un frère ainsi que deux demi-sœurs.
Elle est scolarisée à la Chapin School (en) de Manhattan et la Westminster School (en), située à Simsbury dans le Connecticut.
Durant sa jeunesse, elle vit à Vero Beach en Floride et fréquente l'école préparatoire Saint Edward's School (en).
Bell poursuit ses études au Skidmore College, puis est transférée au Rose Bruford College, une école d'art dramatique de Londres, où elle joue dans plusieurs pièces de théâtre, dont The Seagull et The Pentecost.
Elle demeure à Londres pendant un an après sa remise de diplôme, puis déménage à Los Angeles en Californie,.

### Vie privée
Depuis 2013, elle est mariée à Scott Campbell (en). Le couple a deux enfants, Ozgood et Nova.

## Carrière

### Révélation à la télévision et percée au cinéma

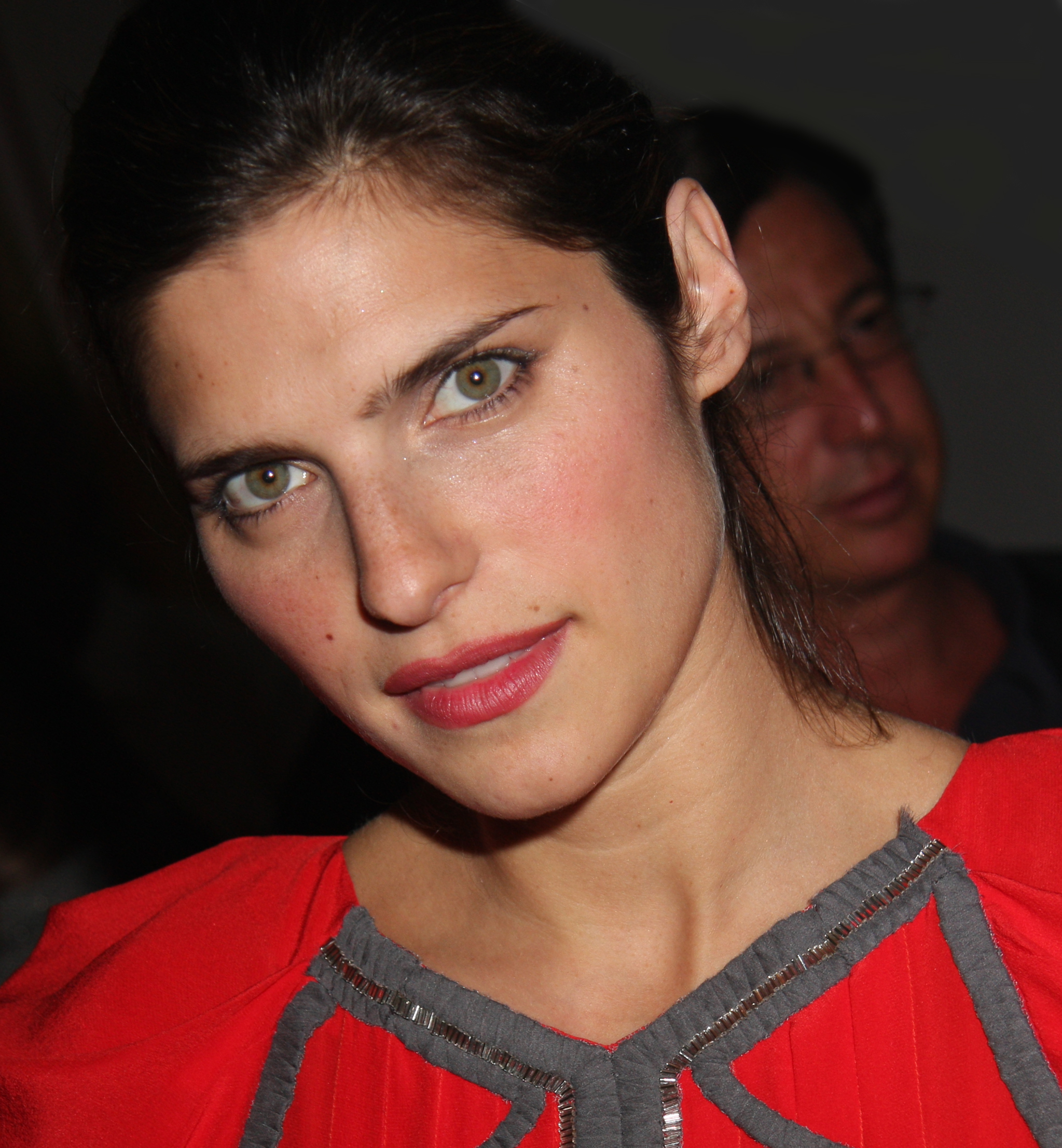
En 2009.

Elle fait ses débuts, à la télévision, en jouant dans deux épisodes de la série télévisée médicale à succès Urgences, puis, Lake Bell tient son premier rôle principal dans le téléfilm War Stories, aux côtés de Jeff Goldblum, diffusé en 2003. Avant cela, elle joue dans le drame Speakeasy, produit par Ben Affleck aux côtés de David Strathairn, Nicky Katt et Stacy Edwards.
La même année, elle est l'un des personnages principaux dans la série tragi-comique Miss Match aux côtés d'Alicia Silverstone et Ryan O'Neal. Produite par Darren Star, le papa de la culte Sex and the City, la série marquait le retour au premier plan de Silverstone. Et en dépit d'une proposition au Golden Globes pour cette dernière, le réseau de diffusion NBC décide d'annuler la série en raisons d'audiences insuffisantes.
En 2004, Lake obtient le rôle de Sally Heep, introduit dans quatre épisodes de la saison 8 de The Practice. C'est une avocate débutante, décrite comme naïve, impulsive, sincère et volontaire. Puis, jusqu'en 2006, elle tient ce rôle récurrent dans la série dérivée Boston Justice. En effet, elle quitte la distribution à la suite du renvoi de son personnage mais ré apparaît en tant que guest star, dans la saison 3. Bien qu'elle ne soit présente qu'une dizaine d'épisodes, ce rôle est considéré comme celui qui la révèle au grand public et lui permet de devenir une figure familière de la télévision et d'attirer la presse.
Car entre-temps, le réseau NBC lui fait à nouveau confiance pour porter la série fantastique Surface. La série suit les aventures de trois personnes, n'ayant aucun lien entre elles, qui découvrent l'existence d'une forme de vie sous-marine inconnue. Elle y incarne une océanographe californienne, attaquée lors d'une plongée en bathyscaphe par une mystérieuse créature. Mais c'est un nouvel échec, la série est arrêtée au bout d'une saison, faute d'audiences suffisantes aux États-Unis. La diffusion française sur TF1 fut, en revanche, un succès. La première chaîne française a même demandé l’autorisation au diffuseur original, NBC, de remonter les épisodes de la série, de sorte à lui donner une fin plus acceptable. Le feu vert accordé par le réseau américain donne donc lieu à une première, car aucune série jusqu'ici n’a jamais été remontée pour être diffusée sur une chaîne étrangère.
Ensuite, elle délaisse un temps le petit écran afin de se consacrer au cinéma. C'est ainsi qu'en 2008, elle est à l'affiche de plusieurs longs métrages : 
Elle porte le thriller dramatique indépendant Under Still Waters avec l'australien Jason Clarke. Le film raconte l'histoire d'un couple de jeune mariés faisant la rencontre d'un étranger menaçant. Ce rôle lui vaut le prix de la meilleure actrice lors du Festival du film de Newport Beach. Puis, elle est à l'affiche de deux comédies : La fantastique Le Fantôme de mon ex-fiancée, dans laquelle elle partage la vedette aux côtés d'Eva Longoria et Paul Rudd, et la romance Jackpot portée par le tandem Cameron Diaz et Ashton Kutcher. Ces deux productions sont mal reçues par les critiques,, la première confirme cet échec au box-office, lorsque la seconde inverse cette tendance, en étant un franc succès.
Elle termine l'année en complétant le casting du thriller Le Prix de la loyauté avec Edward Norton et Colin Farrell. Elle vivra d'ailleurs une courte histoire avec ce dernier. Ce film peine à séduire le public lors de sa sortie en plus d'une réception critique mitigée.
Dès 2008, elle fait un retour précautionneux à la télévision, en acceptant d'incarner l'un des premiers rôles de Childrens Hospital, une sitcom sur l'univers médicale. La série parodie les intrigues des feuilletons médicaux comme Urgences, Dr House et Grey's Anatomy. Elle y incarne le Dr Cat Black, la narratrice de la série durant la première saison. Elle meurt en couches au début de la deuxième saison mais revient, ayant alors perdu ses connaissances médicales, durant le final. Elle réintègre ensuite le personnel de l'hôpital.
En 2009, elle est à l'affiche de la comédie Pas si simple de Nancy Meyers aux côtés de Meryl Streep et jouant la petite amie d'Alec Baldwin. Le film est un franc succès.

### Diversification

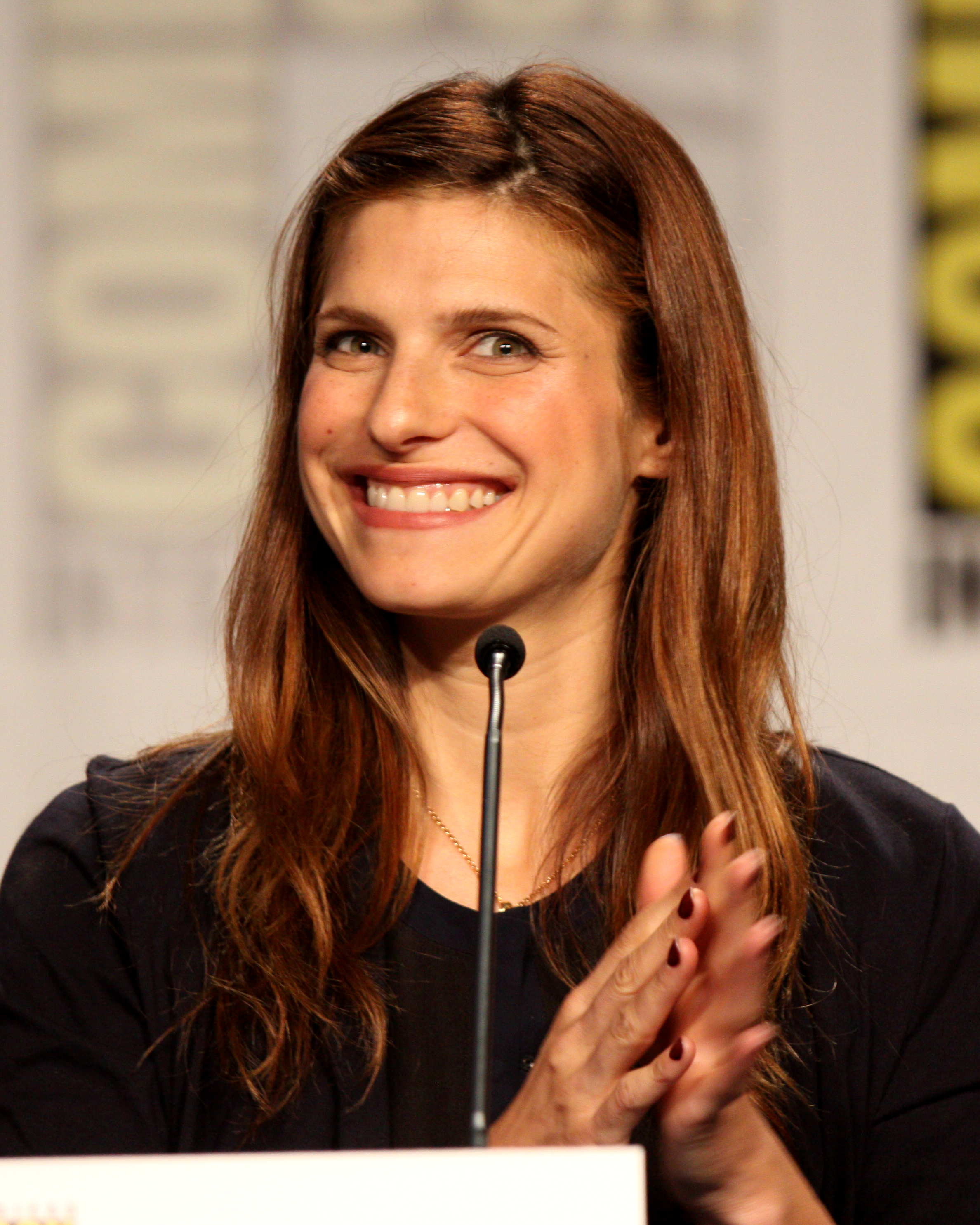
Lors de l'édition 2011 de la Comic-Con de San Diego.

L'année suivante, Bell décroche l'un des rôles principaux dans la série comique How to Make It in America. Le show est cependant arrêté au bout de deux saisons.
Parallèlement, elle joue les guest star dans un épisode de New Girl et de The League. Elle alterne avec le grand écran en jouant dans la comédie noire Burning Palms de Christopher Landon aux côtés d'une pléiade de stars tels que Jamie Chung, Rosamund Pike, Dylan McDermott, Shannen Doherty et Zoe Saldana. Mais le projet est laminé par les critiques.
Elle n'a pas plus de chance avec le fantastique passé inaperçu, Little Murder, dans lequel elle joue le premier rôle féminin, un fantôme, aux côtés de Josh Lucas et Terrence Howard. Elle peut compter sur la romance Sex Friends portée par Natalie Portman et qui lui permet de redonner la réplique à Ashton Kutcher, pour remplir les salles ainsi que sur la comédie indépendante A Good Old Fashioned Orgy avec Jason Sudeikis, Leslie Bibb et Tyler Labine, dont l'accueil critique s'avère moins froid que ces derniers projets.
En 2012, elle est l'une des têtes d'affiche du film d'horreur Black Rock aux côtés de Katie Aselton et Kate Bosworth et elle pratique le doublage pour la série d'animation populaire Robot Chicken.

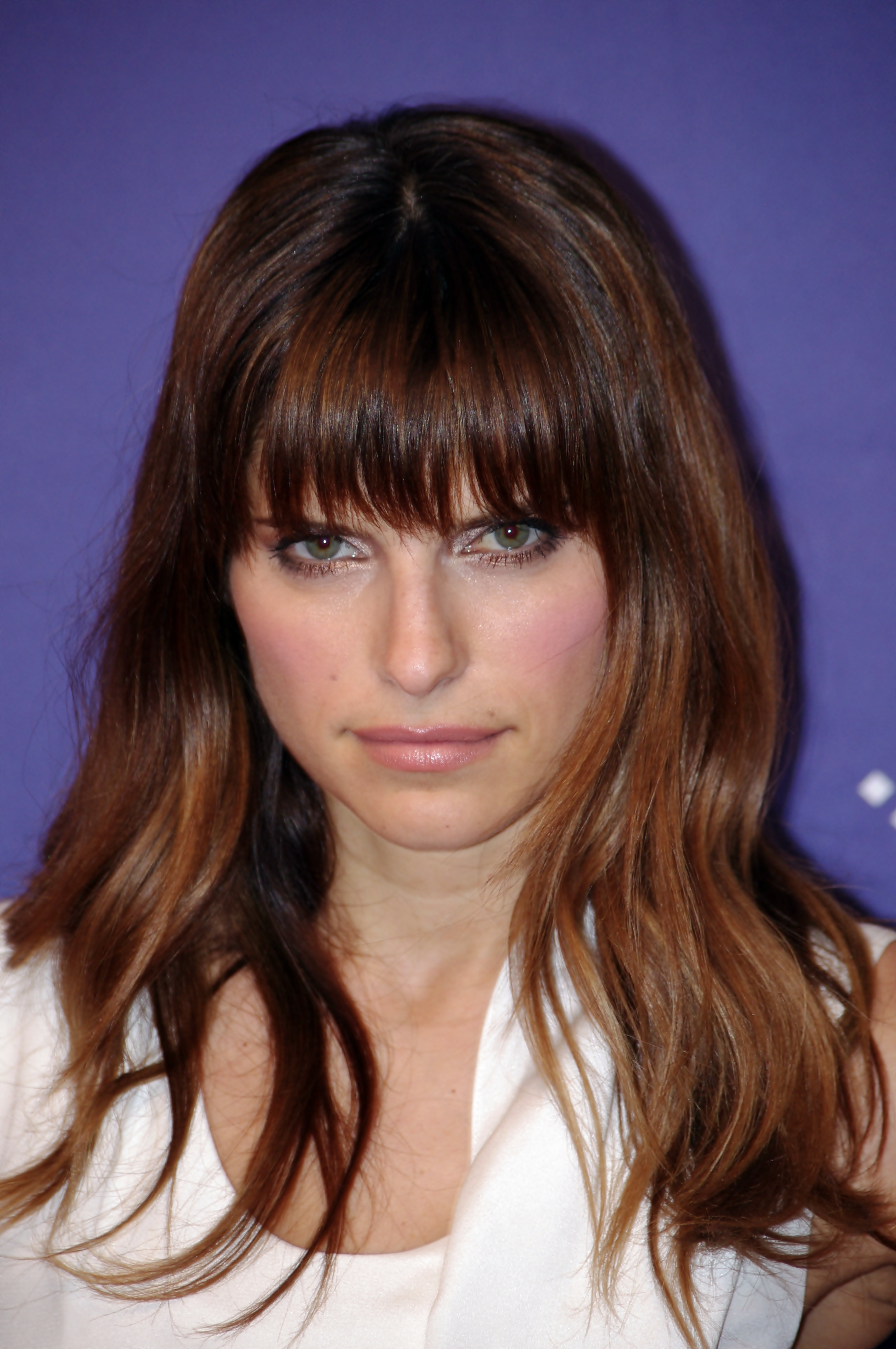
Lake Bell au Festival du film de Tribeca 2011, pour l'avant-première dA Good Old Fashioned Orgy.

Lake Bell écrit et réalise ensuite son premier film, In a World…, sorti en 2013, dans lequel elle interprète un coach vocal (en). Pour assurer la promotion, elle posera notamment nue en une du New York (magazine). Ce premier essai, qui s’intéresse au coulisses de la pratique du doublage, lui vaut les éloges de la part des critiques  ainsi qu'une vague de nominations et surtout, lauréat lors du Festival du film de Sundance 2013.
L'année suivante, elle double un des personnages du film M. Peabody et Sherman : Les Voyages dans le temps et elle joue un rôle secondaire dans le biopic sportif Million Dollar Arm.

En 2015, sous la direction de John Erick Dowdle, elle tourne dans le thriller No Escape aux côtés d'Owen Wilson. Ils jouent un couple expatrié en Asie du Sud-Est, pris au piège à la suite d'un coup d'État qui éclate dans le pays. Habituée des comédies, l'actrice n'a pas hésité une seule seconde à sortir de sa zone de confort : 

« Une partie de moi était très excitée de faire quelque chose que je n'avais jamais fait avant, comme les cascades et aussi le fait d'aller dans ce coin du globe. Je n'étais jamais allée en Thaïlande avant. C'était très charmant. »

La même année, elle renoue avec le personnage de Donna pour Wet Hot American Summer: First Day of Camp. Il s'agit d'un préquel adapté à partir du long métrage du même nom sorti en 2001.
En 2016, elle prête sa voix à Chloe dans le film d'animation à succès d'Illumination Entertainment, Comme des bêtes, c'est Florence Foresti qui double le personnage dans la version française. Cette année-là, marque l'arrêt de Childrens Hospital, l'actrice aura, au total, participée à 57 épisodes sur les 86 qui constituent les sept saisons.
En 2017, elle réalise son second film, la comédie sur le mariage, I Do... Until I Don't dans lequel elle s'octroie le premier rôle féminin aux côtés d'Ed Helms. La même année, elle donne naissance à son second enfant, un garçon et joue le premier rôle féminin dans L'Exécuteur, un thriller porté par Nikolaj Coster-Waldau et seconde Reese Witherspoon dans la comédie Un cœur à prendre.
C'est aussi la dernière fois qu'elle incarne Donna pour Wet Hot American Summer: Ten Years Later, cette fois-ci présentée comme un sequel adaptée à partir du long métrage du même nom.
En 2018, elle rejoint la large liste de comédiens réunis afin de prêter sa voix au film d'animation récompensé aux Oscars du cinéma, Spider-Man: New Generation.
En 2019, elle produit, co-écrit et réalise la série télévisée Bless this Mess racontant les déboires d'un couple de new-yorkais venant de s'installer dans le Nebraska.

## Filmographie

### Cinéma

#### Longs métrages
- 2002 : Speakeasy de Brendan Murphy : Sara Marnikov
- 2003 : I Love Your Work de Adam Goldberg : Felicia
- 2004 : Slammed de Brian Thomas Jones : Gina Micelli
- 2006 : Carnage : Les Meurtres de l'étrangleur de Hillside de Chris Fisher : Jillian Dunne
- 2008 : Under Still Waters de Carolyn Miller : Charlie
- 2008 : Le Fantôme de mon ex-fiancée (Over Her Dead Body)  de Jeff Lowell : Ashley
- 2008 : Jackpot (What Happens in Vegas) de Tom Vaughan : Tipper
- 2008 : Le Prix de la loyauté (Pride and Glory) de Gavin O'Connor : Megan Egan
- 2009 : Pas si simple (It's Complicated) de Nancy Meyers : Agness
- 2010 : Burning Palms de Christopher Landon : Mary Jane
- 2011 : Little Murder de Predrag Antonijević : Corey Little
- 2011 : Sex Friends d'Ivan Reitman : Lucy
- 2011 : A Good Old Fashioned Orgy de Alex Gregory et Peter Huyck : Alison
- 2012 : Black Rock de Katie Aselton : Lou (également productrice associée)
- 2013 : In a World... d'elle-même : Carol (également productrice)
- 2014 : Million Dollar Arm de Craig Gillespie : Brenda Paauwe Bernstein
- 2015 : Man Up de Ben Palmer : Nancy Patterson
- 2015 : No Escape de John Erick Dowdle : Annie Dwyer
- 2017 : L'Exécuteur (Shot Caller) de Ric Roman Waugh : Kate Harlon
- 2017 : I Do... Until I Don't d'elle-même : Alice (également productrice)
- 2017 : Un cœur à prendre (Home Again) de Hallie Meyers-Shyer : Zoey
- 2022 : Black Panther: Wakanda Forever de Ryan Coogler : Dr. Graham

#### Courts métrages
- 2004 : Fresh Out of Tears de Tom Tyrwhitt : Leila
- 2008 : Prop 8 : The Musical de Adam Shankman : Fille de l'école catholique apeurée
- 2011 : Home for Actresses de Seth Morris : Lake
- 2018 : Time of Day de Thimios Bakatakis : elle-même

#### Films d'animation
- 2010 : Shrek 4 : Il était une fin (Shrek Forever After) de Mike Mitchell : Une sorcière
- 2014 : M. Peabody et Sherman : Les Voyages dans le temps (Mr. Peabody & Sherman) de Rob Minkoff : Mona Lisa
- 2016 : Comme des bêtes (The Secret Life of Pets) de Chris Renaud et Yarrow Cheney : Chloe
- 2018 : Spider-Man : New Generation de Bob Persichetti, Peter Ramsey et Rodney Rothman : Vanessa Fisk
- 2019 : Comme des bêtes 2 (The Secret Life of Pets 2) de Chris Renaud et Jonathan del Val : Chloe

### Télévision

#### Séries télévisées
- 2002 : Urgences (ER) : Jody Holmes (2 épisodes)
- 2003 : Miss Match : Victoria (18 épisodes)
- 2004 : The Practice : Sally Heep (4 épisodes)
- 2004 - 2006 : Boston Justice : Sally Heep
- 2005 - 2006 : Surface : Dr Laura Daughtery (15 épisodes)
- 2008 - 2016 : Childrens Hospital : Dr. Cat Black / Dixie Peters (57 épisodes)
- 2009 : Wainy Days : Blaire (1 épisode)
- 2010 : The League : Brooke (1 épisode)
- 2010 - 2011 : How to Make It in America : Rachel Chapman (16 épisodes)
- 2011 : New Girl : Amanda (1 épisode)
- 2013 : Newsreaders : Dixie Peters (1 épisode)
- 2015 : Wet Hot American Summer: First Day of Camp : Donna (7 épisodes)
- 2017 : Flip the Script : La réalisatrice (1 épisode)
- 2017 : Wet Hot American Summer : Ten Years Later : Donna (5 épisodes)
- 2019 : Drunk History : Belva Gaertner (1 épisode)
- 2019 -2020 : Bless This Mess : Rio (26 épisodes - également productrice exécutive et créatrice)
- 2020 : Medical Police : Cat Black (4 épisodes)

#### Séries d'animation
- 2012 : Tron : La Révolte (TRON : Uprising) : Lux (1 épisode)
- 2012 : Robot Chicken : Black Widow / Ariel
- 2015 : Axe Cop : Axe Girl (1 épisode)
- 2015 - 2018 : BoJack Horseman : Katrina Peanutbutter / Cargo Ship Captain / Chloe (9 épisodes)
- 2017 : SuperMansion : Millicent (1 épisode)
- depuis 2019 : Harley Quinn : Dr Pamela Isley / Poison Ivy / Cheryl
- depuis 2021 : What if... ? : Natasha Romanoff / Black Widow

#### Téléfilms
- 2003 : War Stories de Robert Singer : Nora Stone
- 2016 : Cassius and Clay d'Adam Reed : Clay (voix)

### En tant que réalisatrice
- 2010 : Worst Enemy (court métrage, également scénariste)
- 2012 : El Tonto (court métrage, également scénariste)
- 2012 - 2015 : Childrens Hospital (série télévisée, 6 épisodes)
- 2013 : In a World... (long métrage, également scénariste)
- 2017 : Casual (série télévisée, 2 épisodes)
- 2017 : I Do... Until I Don't (film, également scénariste)
- 2019 : Bless This Mess (série télévisée, 2 épisodes)

### En tant que scénariste et productrice
- 2013 : Making a Scene (court métrage)
- 2019 : Bless This Mess (série télévisée, 1 épisode)

### Jeux vidéo
- 2009 : Prototype : Dana Mercer (voix)

## Distinctions
Sauf indication contraire ou complémentaire, les informations mentionnées dans cette section proviennent de la base de données IMDb.

### Récompenses
- Festival du film de Newport Beach 2008 : meilleure actrice pour Under Still Waters
- National Board of Review 2009 : meilleure distribution pour Pas si simple
- Festival du film de Nantucket 2011 : meilleur court métrage pour Worst Ennemy
- Dublin Film Critics' Circle 2013 : Breakthrough Award, prix partagé avec Joshua Oppenheimer
- Phoenix Film Critics Society 2013 : meilleure révélation derrière la caméra pour In a World...
- Festival du film de Sundance 2014 : Waldo Salt Screenwriting Award pour In a World...

### Nominations
- Festival du film de Sundance 2011 : meilleur fiction US pour Worst Ennemy
- Alliance of Women Film Journalists 2013 :
  - meilleure réalisatrice pour In a World...
  - meilleure scénariste pour In a World...
- Chicago Film Critics Association 2013 : réalisateur prometteur pour In a World...
- Detroit Film Critics Society 2013 : meilleure révélation pour In a World...
- Dublin Film Critics' Circle 2013 : meilleure actrice pour In a World...
- Indiewire Critics' Poll 2013 : meilleur premier film pour In a World...
- Toronto Film Critics Association 2013 : meilleur premier film pour In a World...
- Women Film Critics Circle 2013 : meilleure actrice pour In a World...
- Festival du film de Sundance 2014 : meilleur film dramatique pour In a World...
- American Comedy Awards 2014 : meilleure actrice pour In a World...
- Americana Film Fest 2014 : meilleur film pour In a World...
- Central Ohio Film Critics Association Awards 2014 : meilleur premier film pour In a World...
- Film Independent's Spirit Awards 2014 : meilleur premier film pour In a World...

## Voix françaises
En France, Armelle Gallaud et Julie Dumas sont les voix françaises régulières de Lake Bell.
Au Québec, Camille Cyr-Desmarais, Catherine Hamann, Marika Lhoumeau et Mélanie Laberge sont les voix québécoises récurrentes de l'actrice.

### Au Québec
| - Camille Cyr-Desmarais dans : - C'est compliqué - L'Exécuteur - Catherine Hamann dans : - En toute loyauté - Un lancer à un million de dollars - Marika Lhoumeau dans : - Comme des bêtes (voix) - Comme des bêtes 2 (voix) - Mélanie Laberge dans : - Le Fantôme de son ex - Bienvenue à la maison | - Annie Girard dans Ce qui se passe à Vegas |